# Vrchy (Krkonoše)
Vrchy jsou vrchol v okrese Trutnov ležící ve východních Krkonoších a dosahující nadmořské výšky 720 m.

## Geomorfologie
Vrchy se nacházejí na samém východním rozhraní geomorfologického celku Krkonoše, jejich podcelku Krkonošské rozsochy a okrsku Rýchory. Jsou východním výběžkem Dvorského lesa, od kterého je dělí nehluboké sedlo. Ostatní svahy jsou prudké a vykazují značné převýšení. Východní svah již spadá do Broumovské vrchoviny.

## Poloha
Vrchy se nacházejí asi dva kilometry jižně od Žacléře a osm kilometrů severně od Trutnova.

## Vodstvo
V prostoru západního sedla pramení Babský potok. Společně s Ličnou, do které se vlévá Sněžný potok protékající pod východním svahem, se jedná o levé přítoky Úpy.

## Vegetace
Prostor vrcholu a východní svah je souvisle zalesněn. V prostoru západního sedla a navazujícího severozápadního a jihozápadního svahu se nachází louky.

## Komunikace a turistické trasy
Východním svahem Vrchů je vedena silnice II/300 z Trutnova do Žacléře. Z ní jihovýchodně od vrcholu odbočuje polní cesta vedoucí západním svahem do sedla, ze kterého pak stoupá na sousední Dvorský les. Tato cesta je sledována červeně značenou cestou bratří Čapků vedoucí z Trutnova do Krkonoš.

## Stavby
V nevelké vzdálenosti od vrcholu stojí dvojice pěchotních srubů, objektů těžkého opevnění budovaných v rámci našeho předválečného pevnostního systému. Severnější z nich, tj. objekt T-S 81b Vrchy, leží v těsné blízkosti asi 50 m západně od vrcholu, od něhož byl také odvozen jeho krycí název. Druhý pěchotní srub, T-S 81a Na hřebeni, leží asi 250 m jižně od vrcholku. V severním svahu se nacházela dnes již zaniklá obec Vernířovice. Ves postupně zanikla díky vysídlení Němců z Československa. V severovýchodním svahu se nachází lanová dráha Prkenný Důl - Karolínka.